# Abu Talib (muzikant)
Abu Talib, geb. Fred Leroy Robinson, ook  Freddy Robinson, (Memphis (Tennessee), 24 februari 1939 - Lancaster (Californië), 8 oktober 2009) was een Amerikaans blues- en jazzgitarist, zanger en harmonicaspeler. Robinson nam de naam Abu Talib aan na zijn bekering tot de islam.
Hij was vooral bekend om zijn samenwerking in de studio en op tournee met artiesten als Little Walter, Ray Charles, Howlin' Wolf en Jimmy Rogers (in de jaren 1950 en 1960), Jazz Crusaders, Monk Higgins, Blue Mitchell, Stanley Turrentine en John Mayall (in de jaren 1970), en Bobby Bland (jaren 1980). Hij nam ook een paar soloplaten op. Abu Talib overleed in oktober 2009 aan kanker.

## Discografie
- 1962 The Buzzard / The Hawk - single (Queen)
- 1966 The Creeper / Go-Go-Girl - single  (Checker)
- 1968 Coming Atlantis / Before Six - single (Pacific Jazz)
- 1968 The Oogum Boogum Song / Black Fox - single  (Pacific Jazz)
- 1968 I Likes Yah / Stinger - single  (Cobblestone)
- 19?? Carmalita / Stone Stallion - single  (Liberty)
- 1968 The Coming Atlantis (later getiteld "Black Fox") - album (World Pacific Jazz)
- 1968 Hot Fun In The Summertime - album (Pacific Jazz / Liberty)
- 1971 At The Drive In - album (Enterprise / Polydor / P-Vine)
- 1973 Off The Cuff - album 9Enterprise / P-Vine)
- 1977 I Like To Dance / Kneebone - single  (ICA)
- 1994 The Real Thing At Last - album (Son Pat Records)
- 1999 Bluesology - album (Ace)